# Ibrahim El Kadiri
Ibrahim El Kadiri (Amsterdam, 23 gennaio 2002) è un calciatore olandese, attaccante del De Graafschap.

## Biografia
È cugino di Samir Ben Sallam, a sua volta calciatore professionista.

## Carriera
Cresciuto nel settore giovanile del Volendam, esordisce in prima squadra il 29 novembre 2019, in occasione dell'incontro di Eerste Divisie vinto per 3-1 contro il N.E.C., partita nella quale va anche a segno.

## Statistiche

### Presenze e reti nei club
Statistiche aggiornate al 31 agosto 2022.
| Stagione             | Squadra              | Campionato           | Campionato | Campionato | Coppe nazionali | Coppe nazionali | Coppe nazionali | Coppe continentali | Coppe continentali | Coppe continentali | Altre coppe | Altre coppe | Altre coppe | Totale | Totale |
| Stagione             | Squadra              | Comp                 | Pres       | Reti       | Comp            | Pres            | Reti            | Comp               | Pres               | Reti               | Comp        | Pres        | Reti        | Pres   | Reti   |
| -------------------- | -------------------- | -------------------- | ---------- | ---------- | --------------- | --------------- | --------------- | ------------------ | ------------------ | ------------------ | ----------- | ----------- | ----------- | ------ | ------ |
| 2019-2020            | Jong Volendam        | 2D                   | 21         | 3          |                 | -               | -               |                    | -                  | -                  |             | -           | -           | 21     | 3      |
| 2021-2022            | Jong Volendam        | 2D                   | 2          | 0          |                 | -               | -               |                    | -                  | -                  |             | -           | -           | 2      | 0      |
| Totale Jong Volendam | Totale Jong Volendam | Totale Jong Volendam | 23         | 3          |                 | -               | -               |                    | -                  | -                  |             | -           | -           | 23     | 3      |
| 2019-2020            | Volendam             | 1D                   | 10         | 3          | CO              | 0               | 0               |                    | -                  | -                  |             | -           | -           | 10     | 3      |
| 2020-2021            | Volendam             | 1D                   | 32+1       | 3+0        | CO              | 1               | 0               |                    | -                  | -                  |             | -           | -           | 34     | 3      |
| 2021-2022            | Volendam             | 1D                   | 26         | 4          | CO              | 1               | 0               |                    | -                  | -                  |             | -           | -           | 27     | 4      |
| 2022-2023            | Volendam             | ED                   | 4          | 0          | CO              | 0               | 0               |                    | -                  | -                  |             | -           | -           | 4      | 0      |
| Totale carriera      | Totale carriera      | Totale carriera      | 96         | 13         |                 | 2               | 0               |                    | -                  | -                  |             | -           | -           | 98     | 13     |